# Gymnázium Turnov
Gymnázium Turnov je veřejnou školou, jejímž zřizovatelem je Liberecký kraj. 
Toto gymnázium sídlí v ulici Jana Palacha v Turnově na Výšince.

## Historie
První (neúspěšné) snahy o zřízení gymnázia v Turnově byly zaznamenány již v 18. století. Od 90. let 19. století pak představitelé města usilovali intenzivněji zajistit zde možnost středoškolského vzdělání (včetně zapojení obyvatel do podpisové akce v roce 1896). Historie gymnázia v Turnově se datuje od roku 1908, kdy bylo oficiálně povoleno zřídit v tomto městě státní reálku, v níž byl český jazyk vyučovací řečí. Tato škola sídlila krátce v turnovské chlapecké škole ve Skálově ulici a poté 22  let na náměstí v budově č. 5., kde se nyní nachází základní umělecká škola. V roce 1930 byla na Výšince dostavěna zcela nová budova, v níž gymnázium sídlí dodnes. Ve školním roce 1933/34 byla státní reálka přeměněna na reálné gymnázium. Změna reálky na gymnázium byla postupná a byla dokončena ve školním roce 1938/39, kdy bylo v Turnově provozováno osmileté reálné gymnázium.
V období Protektorátu Čechy a Morava byl Němci obsazen suterén budovy školy a v lednu 1944 začala celá budova sloužit jako německá vojenská nemocnice. Výuka se konala v náhradních prostorách nejprve v budově dívčí měšťanské školy a poté v prostorách chlapecké školy. Po válce v září 1945 se škola na Výšince opět stala sídlem gymnázia. Od školního roku 1948/49 podle zákona o jednotné škole poskytovalo gymnázium pouze čtyřleté studium a od školního roku 1952/53 tříleté studium. Gymnázium bylo spojeno se základní školou a vznikla jedenáctiletka a v roce 1958 dvanáctiletka. V roce 1963 byla zřízena tříletá střední všeobecně vzdělávací škola. Od roku 1971 byla škola přeměněna na čtyřleté gymnázium s rozdělením na přírodovědnou a humanitní větev.
Ve školním roce 1990/91 se na turnovském gymnáziu podařilo vedle čtyřletého studia začít znovu poskytovat i vzdělání ve studiu víceletém, zprvu sedmiletém a později osmiletém.

## Budova školy
Gymnázium sídlí v Turnově na Výšince na pozemku, jenž byl pro budoucí stavbu vybrán ze dvou navržených variant v turnovském referendu v roce 1912. V roce 1913 zvítězil ve veřejné soutěži projekt stavby pražského architekta Františka Vahala, žáka Jana Kotěry. Stavební práce započaly v roce 1914, ale jejich pokračování přerušila první světová válka. Práce byly obnoveny na konci 20. let a moderní budova školy byla dokončena v roce 1930. Budova slouží svému účelu dodnes a postupně prochází citlivě prováděnou rekonstrukcí.

## Současnost
Gymnázium Turnov v současné době nabízí vzdělání v osmiletém a čtyřletém studijním programu, jehož cílem je připravit studenty na vysokoškolské studium. Škola poskytuje moderní výuku vycházející ze školního vzdělávacího programu, který klade důraz na výuku jazyků, informatiky a informačních a komunikačních technologií. Studentům je umožněna postupná specializace na technické, přírodovědné, humanitní nebo ekonomické zaměření pomocí systému volitelných seminářů. Počet studentů je proměnlivý, v průměru se jedná asi o 360 studentů.

## Významní absolventi
- Alois Liška (absolvent z roku 1915), armádní generál, velitel 1. československé samostatné obrněné brigády v zahraničním odboji ve Velké Británii za druhé světové války
- Josef Hendrich (1939), filolog
- Čestmír Šikola (1937), výsadkář Clay
- Lumír Jisl (1940), archeolog, orientalista
- Jaroslav Klápště (1942), akademický malíř
- Rudolf Anděl (1943), historik
- Jaroslava Brychtová (1944), sklářská výtvarnice
- Karel Mikyska (1945), sportovní novinář
- Václav Šolc (1947), právník
- Bohumil Řezníček (1948), profesor ekonomiky železniční dopravy
- Vlastimil Víšek (1948), kardiolog
- Stanislav Kolda (1949), matematik
- Jaroslav Dudek (1950), divadelní a televizní režisér
- Miroslav Škaloud (1950), profesor teoretické a aplikované mechaniky
- Vlastimil Dlab (1951), matematik
- Vladimír Glaser (1952), genealog
- Vlastislav Hnízdo (1952), literární historik
- Bohumil Slavík (1953), botanik
- Jiří Anděl (1956), matematik
- Karel Kříž (1958), divadelní režisér
- František Rieger (1959), elektrotechnik
- Blanka Adensamová (1967), akademická malířka
- Václav Knop (1967), herec, režisér
- Jan Kříž (1969), právník
- Milan Brunclík (1970), právník, publicista, dokumentarista
- Jan Skrbek (1972), informatik
- František Pelc (1981), ekolog
- Ivan Kolombo (1983), urolog, chirurg
- Jindřich Houžvička (1988), majitel společnosti Crytur, podnikatel
- Zlatko Janeba (1989), chemik
- Jaroslav Rudiš (1991), spisovatel
- Luděk Mádl (1992), sportovní redaktor
- Petr Christov (1996), teatrolog
- Jakub Oma (1998), radioorientační běžec
- Mario Kubaš (1999), kulturolog, herec, mediální analytik
- Michaela Omová (1999), radioorientační běžkyně
- Jan Kubáček (2000), politolog
- Milan Brunclík (2001), novinář, redaktor České televize
- Irena Kobosilová (2002), filmová producentka
- Vojtěch Fišar (školu nedokončil), český streamer a youtuber